# Салихли
Салихли́ (тур. Salihli) — город и район провинции Маниса Эгейского региона.
Город находится на трассе Измир-Анкара (Е96) и параллельной железной дороге. Салихли расположен на склонах гор Боздаглар, протянувшихся вдоль долины реки Гедиз (в древности Герм). С севера и с северо-востока расположены горные хребты Дибек (Dibek, наибольшая высота 1122 м) и Ушюмен (Üşümen Tepesi, 1065 м). Благоприятное расположение в соседстве с крупными городами и на плодородных почвах способствовало развитию города.
В районе протекают реки Алашехир, Гюмюш, Куршунлу и Пактол (Сарт), впадающие в Гедиз. Климат средиземноморского типа. В 24 километрах к северу от города находятся плотина и водохранилище Демиркёпрю, построенные в 1954—1960 годах — используются для ирригации, защиты от наводнений, выработки энергии и разведения рыбы.

## Население
Население в 2000 году составляло 149 150 для всего района и 83 137 для города Салихлы. Кроме Салихлы в районе имеются ещё 8 городов с собственными муниципалитетами — Адала, Дурасыллы, Гёкеюп, Мерсинли, Пойраздамлары, Сарт, Тайтан и Йылмаз. Сард соответствует античному г. Сарды, столице древней Лидии.
Соседние районы — Ахметли на западе, Гёлмармара на северо-западе, Гёрдес и Кёпрюбаши на севере, Демирджи на северо-востоке, Кула на востоке, Алашехир на юго-востоке и Эдемиш на юге.

## История
Особое значение регион приобрел с основанием города Сарды, развалины которого находятся в 7 км к западу от центра Салихлы.
Сарды (Lydian: Sfard, Greek: Σάρδεις, Persian: Sparda) были столицей Лидии до 547 до н. э. , когда они были захвачены персидской империей и управлялись сатрапами до 334 до н. э. После персов регионом правили последовательно — Македонская империя, королевство Атталидов (происходили от военачальников А.Македонского, правили из Пергамона), Римская и Византийская империи. В начале XIV века регион захватили огузы -бейлики Сарухана и управляли им из своей столицы в Манисе. В 1400 район вошел в Оттоманскую империю, в которой Маниса сохраняла роль регионального центра.
Под оттоманским правлением Салихлы был деревней в районе (каза) Сард, подчинявшегося центру провинции городу Айдын, расположенному южнее, и был назван Evlâd-i Salih, что означает «дети Салиха». В XIX веке, со строительством железной дороги Измир — Ушак — Афьон, Салихлы развивался быстрее, чем Сарды и приобрел статус города в 1872 г. — в подчинении Манисы.
Между 24 июля 1920 и 5 сентября 1922 город был оккупирован греками. После войны Салихлы стал одним из самых больших и важных районов провинции Маниса. Каково было во времена Османской империи количество населения, оценить трудно, так как нет адекватных источников. Тем не менее по переписи 1831 г. в Сардах проживало 500 человек. Город стал быстро расти после постройки железной дороги и войны за независимость. По переписи 1891 г. население составило 3000, а по переписи 1908 г. — 4400 человек (по документам).
По первой республиканской переписи 1927 в Салихлы проживало 7191 человек.
Город сильно пострадал во время войны за независимость 1919 −1922 гг., при попытке I и XIV турецких кавалерийских дивизий, поддерживаемых иррегулярными городскими группами, блокировать и разгромить 5/42 гвардейский полк отступающей греческой армии. В последовавшем бою на улицах города греческий полк вышел победителем.
В результате боя было разрушено 65 % зданий города.
Отъезд национальных меньшинств также уменьшил население города.
Салихлы всегда был привлекателен для иммигрантов. В оттоманскую эпоху он был любимым местом остановки кланов кочевников (аширет).
Между 1890—1950 Салихлы привлекал многих мигрантов с Балкан — из Болгарии, Югославии. Здесь также осели многие беженцы из Восточного Туркестана. По переписи 1985—1990 в районе проживало уже 170 000 , а в 1997 году, население района составляло 143 956 из них 79 837 в районном центре. В 1954 −1955 и последующие годы в Салихлы прибыли казахи (называемые также туркестанцы). После 1970 была ещё небольшая миграция из Восточной Анатолии, и встречная миграция в крупные города Турции, в Европу — особенно в Германию и Францию.

## Экономика
Сельское хозяйство, торговля, промышленность.
Здесь выращивают специальный сорт винограда Sultana, пшеницу, ячмень, хлопок, табак, кукурузу. Плодородные почвы позволяют выращивать разнообразные овощи и фрукты. Вишни, известные как сорт Наполеон, выращивают особенно в деревнях Аллахдиен и Гёккёй, а также вырщивают местный сорт картофеля — Bozdağ . Развито также животноводство.
Промышленность — в основном пищевая и стройматериалы — производство кирпича.

## Туризм
Развалины Сард, включающие могилу лидийского короля Гигаса, храм Артемиды и мраморный двор с гимназией, построенной римлянами, и другие исторические места интенсивно посещаются туристами.
В 5 и в 14 км к югу от города имеются известные термальные источники Куршунлу Каплыджалары, которые используются для лечения разнообразных заболеваний и кроме того, имеется проект использования их энергии для электроснабжения Салихлы.
Также имеется много красивых мест вокруг города — таких как отроги гор Боздаг, горное озеро Гёлжук, — дорогой горнолыжный зимний курорт. На склонах Боздага много кафе и ресторанов, откуда открываются красивые виды на Салихлы.

## Культура и спорт
В городе свыше 1500 лицензированных спортсменов, проводятся разнообразные соревнования — футбол, баскетбол, волейбол, настольный теннис, дзюдо, борьба, рэстлинг, народные танцы, шахматы. В любительской лиге выступает 10 футбольных клубов и 1 женский волейбольный клуб. При муниципалитете имеются объединения по турецкой народной и турецкой классической музыке, детский хор, а также современные танцевальные и балетные школы, кружки рисования, театра.

## Кухня
Кроме других турецких блюд, в кухне Салихлы имеется специальный вид кофте — Odun Köfte . Деревня Гёкеюп известна своим блюдом «гювеч» (из мяса и овощей или грибов в горшочке). Также в местной кухне используют виноград Султан. На свадебных церемониях в деревнях часто готовят блюда «кешкек» и «топалак», а некоторые делают собственную ракию.

## Известные уроженцы
- Тасос Афанасиадис (1913—2006) — известный греческий писатель